# Марц, Андрей Валерианович
Андрей Валерианович Марц (26 июня 1924, Москва — 20 октября 2002, там же) — российский и советский скульптор-анималист, заслуженный художник РСФСР (1983), член-корреспондент Российской Академии художеств.

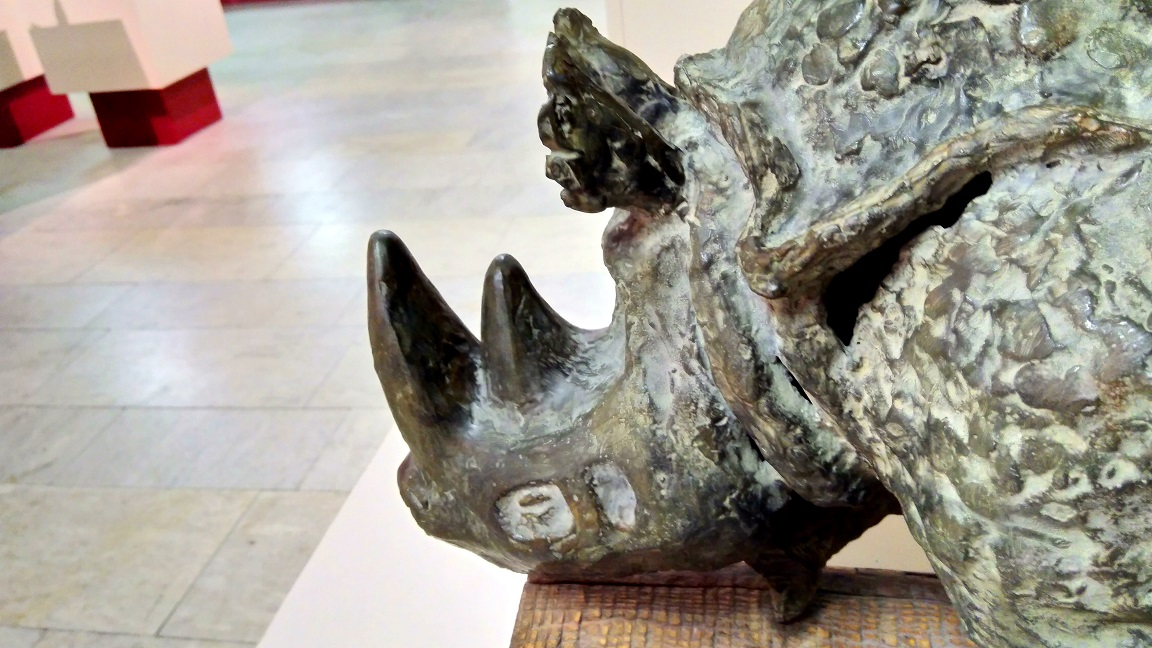
Андрей Марц. «Носорог», бронза. Государственная Третьяковская галерея

## Биография
Родился в Москве 26 июня 1924 года.
В 1936 году начал заниматься скульптурой в Московском Доме пионеров под руководством Н. Н. Каплуна. С 1939 по 1943 год учился в Московской средней художественной школе. В 1943 году призван в РККА.
В 1952 году окончил скульптурный факультет Московского художественного института им. В. И. Сурикова (где являлся учеником известного художника-педагога П. Павлинова).
В 1956 году впервые участвует в выставке. В 1957 победил в конкурсе скульптуры для художественного литья Кусинского завода (г. Куса, Челябинская область) и стал лауреатом I, II и III премий. В 1958 Марц был принят в члены Союза художников СССР.
Начиная с 1964 года Кусинский литейно-машиностроительный завод выпускает по моделям А. В. Марца скульптуры из чугуна: «Жеребенок лежащий» (1964), «Олень», «Антилопа», «Кабан» (1966), «Зебры» (1968), «Конёк» (1968), «Газель» (1969), «Павлин», «Носорог», «Бараны бегущие» (1970), «Олениха с оленёнком», «Антилопа лежащая», «Антилопы» (1960—1970-е). В те же годы работы Андрея Марца выпускались также и Каслинским заводом архитектурно-художественного литья. В их числе работы «Лань» (1960) и «Водяной козёл» (1960-70-е).
В 1966 году скульптор побеждает в конкурсе мелкой пластики Художественного фонда РСФСР, получая вторую премию. В том же 1966 году Художественный фонд РСФСР выпускает статуэтки из пластмассы по моделям Андрея Марца (в их числе фигуры «Пасущаяся лань» и «Лежащая антилопа»). В 1969 году становится художественным руководителем творческих групп скульпторов в Доме творчества им. Д. Н. Кардовского (Переславль-Залесский) и в Доме творчества им. Т. Э. Залькална (Дзинтари). В 1983 году Андрею Марцу было присвоено звание Заслуженного художника РСФСР. В том же году он был награждён дипломом Академии художеств СССР.
В 1993 году на Первом телеканале вышла программа «В мире животных», посвященная творчеству Андрея Марца, где известный скульптор дал интервью. В 1998 году в вестибюле гостиницы «Аврора» был установлен фонтан «Рыбы» авторства А. В. Марца. В 2000-м году Андрей Марц был избран членом-корреспондентом Российской Академии художеств. В 2019 году в год 95-летия скульптора Государственный Дарвиновский музей в Москве выпустил памятную сувенирную продукцию с изображениями скульптур Андрея Марца..
Умер 20 октября 2002 года. Похоронен в Москве на Кунцевском кладбище.

## Библиография

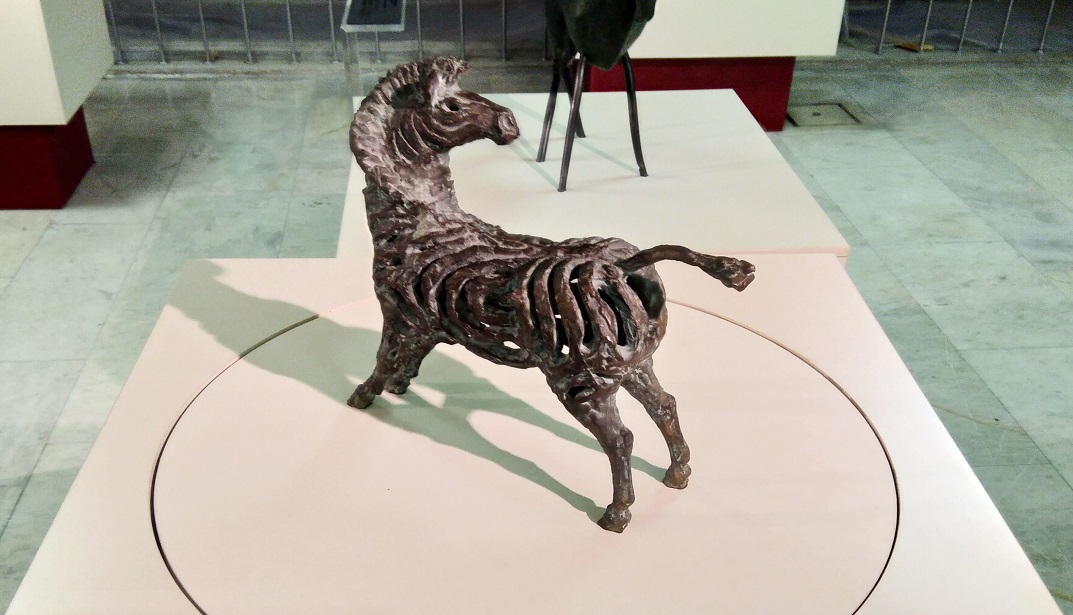
Андрей Марц. «Зебра», бронза. Государственная Третьяковская галерея

### Семья
- Жена — Людмила Викторовна Марц (род. 1935), искусствовед, член-корреспондент РАХ.
- Дочь — Ирина Андреевна Марц (род. 1959), художник, член-корреспондент РАХ.

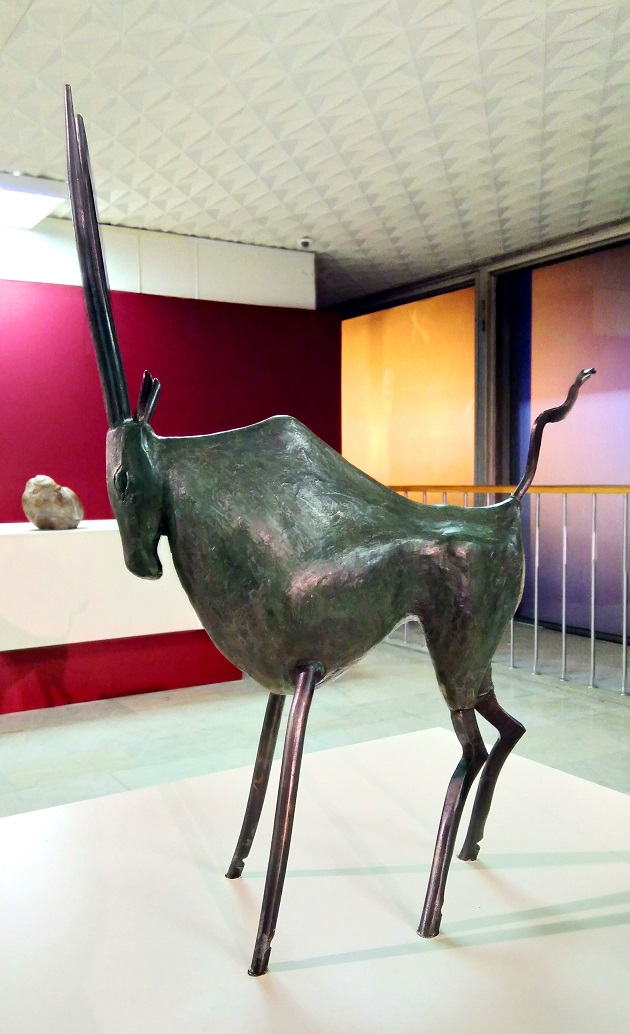
Андрей Марц. «Антилопа», бронза. Государственная Третьяковская галерея

## Творчество
Андрей Марц — современник скульпторов-анималистов А. С. Цветкова и А. М. Белашова. Опираясь на классические образцы анималистической скульптуры, он в то же время отошёл от реализма изображения. Его скульптурным композициям свойственны самобытность, гротеск и проницательность в подаче характеров. Он демонстрирует детали образа, обнажая порою то, что не всегда доступно человеческому глазу — такой подход выявляет не только большой профессионализм художника, но и показывает навыки наблюдения и богатый опыт в познаниях природного мира. Каждая работа А. В. Марца — это не только авторский взгляд на творения природы, но и тонко подмеченный, подчёркнутый характер того или иного животного, птицы или глубоководной рыбы. За время своей профессиональной деятельности Андрей Марц объездил значительную часть СССР, от Калининградской области до Дальнего Востока, включая зоопарки, различные заповедники, моря и Тихий океан, где скульптор специально изучал выловленных для него обитателей океана, чтобы лепить их не с картинки, а с натуры. Среди известных учеников  Марца есть такие скульпторы, как Леонид Соков, Виктор Уваров, Сергей Кривцов, Виктор Эрдынеев, Александр Крячко и др.
Работы Андрея Марца находятся в собраниях таких музеев, как
- Государственная Третьяковская галерея на Крымском Валу (Москва, Россия)
- Государственный Русский музей (Санкт-Петербург, Россия)
- Музей зарубежного искусства (София, Болгария)
- Вильнюсский художественный музей (Литва), (Вильнюс, Литва)
- Художественный музей (Штутгарт, Германия), (Штутгарт, Германия)
- Государственный Дарвиновский музей, (Москва, Россия)
- Биологический музей имени К. А. Тимирязева, (Москва, Россия)
- Музей Таллинского зоопарка, (Таллин, Эстония)
- Государственный музей искусств, (Нукус, Узбекистан)
- Государственный музей изобразительных искусств, (Бишкек, Кыргызстан)

и других музеях России и стран СНГ (всего около 50 музеев). Значительной коллекцией скульптур  Марца обладает Музей Мирового океана в Калининграде (свыше 50 работ)..
Сам скульптор  говорил о своём творчестве: «Мне дорого само животное, характерность того или иного вида. Когда мне удается это передать — создаваемый мной образ становится, как мне кажется, более убедительным и органичным».

### Выставки
Андрей Марц участник многочисленных персональных и групповых выставок. Выставки его работ проходили в США, Риге (Латвия), Будапеште (Венгрия), Варшаве, Познани, Гданьске (Польша), Бухаресте (Румыния), Софии (Болгария), Берлине, Мюнхене, Дюссельдорфе, Гамбурге (Германия), Париже (Франция), Осло (Норвегия), Брюсселе (Бельгия), Австрии, Дании, Турции, Японии, Калининграде, Архангельске, Санкт-Петербурге, Москве (Россия).

## Награды и звания
- 1946 — медаль «За победу над Германией в Великой Отечественной войне 1941—1945 гг.[13][14]
- 1983 — заслуженный художник РСФСР
- 1983 — диплом Академии Художеств СССР
- 2000 — член-корреспондент Российской Академии художеств

## Память

### Персональные выставки
- 2004 — выставка к 80-летию Андрея Марца, Москва
- 2012 — выставка «Наследие» из цикла «Диалоги», посвященная Андрею Марцу и его дочери, Москва
- 2013 — выставка «От сотворения» Феликса Буха и Андрея Марца в галерее Открытый клуб, Москва
- 2014 — выставка «Планета Марц» к 90-летию со дня рождения Андрея Марца, Государственный Дарвиновский музей, Москва
- 2016 — выставка Андрея и Ирины Марц в Российско-Немецком Доме, Москва
- 2019 — выставка «Творения» к 95-летию Андрея Марца, Липецк

### Филокартия и мемомагнетика
Государственный Дарвиновский музей в Москве периодически выпускает в продажу открытки и магниты с изображениями скульптур Андрея Марца.

### Персональные альбомы
- 1979 — издательство «Советский художник», Москва, «Андрей Марц. Скульптура» (набор открыток).
- 1988 — издательство «Советский художник», Москва, М. В. Шашкина, «Андрей Марц».
- 1995 — издательство «Международный союз немецкой культуры», Москва, авт. вступит. ст. М. Л. Юргенс, «Андрей Марц. Альбом».
- 2000 — издательство «Молодая гвардия», Москва, «Андрей Марц. Скульптура».

### Прочие книги
- 1968 — «Скульпторы-анималисты Москвы», Тиханова В. А., издательство «Советский художник», Москва
- 1976 — «По родной стране». Каталог выставки, издательство «Художник РСФСР», Москва
- 1980 — «Скульптура в пленэре». По материалам выставок «Рига – 72» и «Рига – 76» , «Скульптура и цветы», издательство «Изобразительное искусство», Москва
- 1986 — «Московские скульпторы». Л. В. Марц, К. М. Шмакова, издательство «Советский художник», Москва
- 1990 — «Лик живой природы. Очерки о советских анималистах», Тиханова В. А., издательство «Советский художник», Москва
- 1998 — «ГТГ. Каталог собрания. Скульптура второй половины XX века», издательство «Красная площадь», Москва
- 1998 — Художественный чугун Кусы. Байнов Л. П., издательство «Рифей», Челябинск
- 1998 — Искусство российских немцев / Kunst der russlanddeutschen: Живопись. Графика. Скульптура: Каталог. Издательство «Междунар. союз нем. культуры», Москва
- 2005 — «Художественное литье XIX—XX веков в собрании Екатеринбургского музея изобразительных искусств». О. П. Губкин, Г. П. Шайдурова. Издательский дом «Автограф», Екатеринбург
- 2013 — «Сборник посвященный 20-летию объединения московских скульпторов 1992-2012 гг. Каталог избранных работ». «МОСХ», Москва

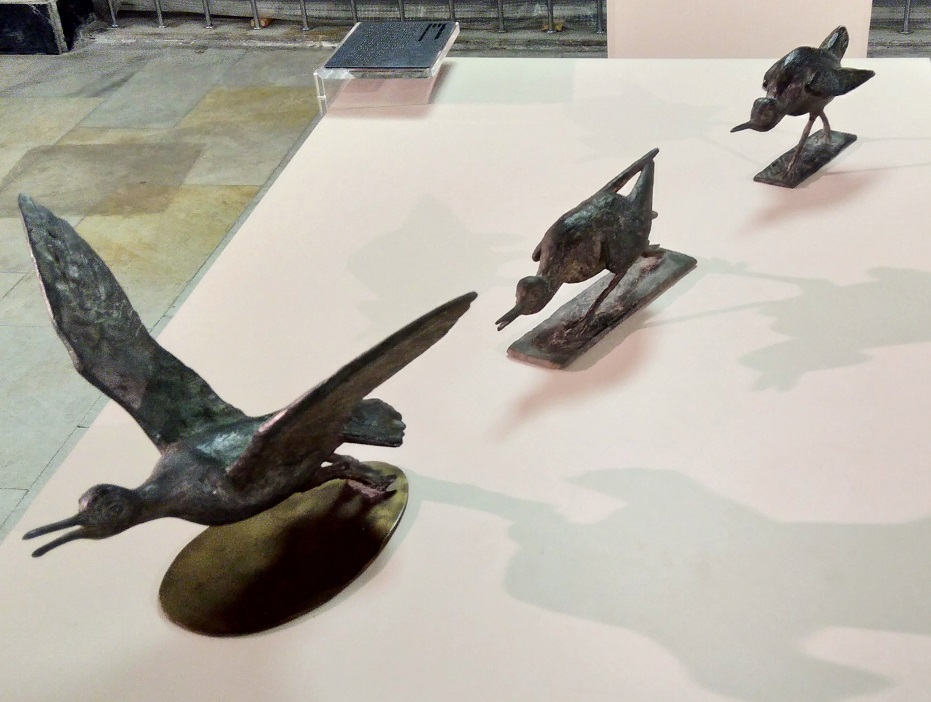
Андрей Марц. «Идущие кулики», бронза. Государственная Третьяковская галерея

### Прижизненные статьи
- 1972 — Лавинский Н. Художник-анималист. Журн. «Художник». № 6.
- 1976 — (1) Кельман Л. Андрей Марц — анималист. Журн. «Декоративное искусство». № 7. (2) ЛИК. Скульптура Андрея Марца. НРБ, София. (На болгарском языке).
- 1978 — (1) Марц А. О языке скульптуры. Сборник «Панорама искусств 77», Москва. (2) Марц А. «Малые формы». Возможности и результаты. Журн. «Творчество». № 7.
- 1979 — Андрей Марц. Скульптура. Набор открыток. Автор вступительной статьи В. Мейланд. Москва.
- 1985 — Причудливый мир Андрея Марца. Журн. «Юный художник». № 3.
- 1994 — Скульптура Андрея Марца. Журн. «Охота и охотничье хозяйство». № 11.
- 1994 — Юргенс М. Марца не мало. Газ. «Московский художник».
- 1998 — Шашкина М. Андрей Марц. Журн. «Наше наследие». № 46.
- 1998 — Петров-Стромский В. Невиданные звери Андрея Марца. Газ. «Искусство».